# Belmar (Nova Jérsei)
Belmar é um distrito localizado no estado americano de Nova Jérsei, no Condado de Monmouth.

## Demografia
Segundo o censo americano de 2000, a sua população era de 6045 habitantes. 
Em 2006, foi estimada uma população de 5923, um decréscimo de 122 (-2.0%).

## Geografia
De acordo com o United States Census Bureau tem uma área de 
4,3 km², dos quais 2,6 km² cobertos por terra e 1,7 km² cobertos por água.

## Localidades na vizinhança
O diagrama seguinte representa as localidades num raio de 4 km ao redor de Belmar. 